# Eudämonologie
Eudämonologie (griechisch ευδαίμων ['glücklich'] + λόγος ['Lehre']) ist ein 1851 von Arthur Schopenhauer geprägter Begriff.
Ich nehme den Begriff der Lebensweisheit hier gänzlich im immanenten Sinne, nämlich in dem der Kunst, das Leben möglichst angenehm und glücklich durchzuführen, die Anleitung zu welcher auch Eudämonologie genannt werden könnte [sic]: sie wäre demnach die Anweisung zu einem glücklichen Dasein.
Schopenhauer definiert Glück in seinem Hauptwerk Die Welt als Wille und Vorstellung als ein Negativum, als die Abwesenheit von Unglück. Daher kann die Befriedigung oder Beglückung nie mehr seyn, als die Befreiung von einem Schmerz, von einer Noth. Als dritte Ursache des Unglücklichseins nennt Schopenhauer die ertötende Langeweile, die unser Daseyn zur Last macht.